# Toán tử Hamilton
 Trong cơ học lượng tử, toán tử Hamilton hay Hamiltonian là một toán tử tương ứng với năng lượng toàn phần của hệ gây nên sự biến đổi theo thời gian, được ký hiệu là H, Ȟ hoặc Ĥ.
Như ta đã biết thì năng lượng toàn phần của hệ bằng tổng thế năng và động năng của hệ;
{\displaystyle {\hat {H}}={\hat {T}}+{\hat {V}}}
trong đó
{\displaystyle {\hat {V}}=V=V(\mathbf {r} ,t)}
{\displaystyle {\hat {V}}} là toán tử tự liên hợp trên không gian Hilbert với đại lượng quan sát là thế năng.
{\displaystyle {\hat {T}}={\frac {\mathbf {\hat {p}} \cdot \mathbf {\hat {p}} }{2m}}={\frac {{\hat {p}}^{2}}{2m}}=-{\frac {\hbar ^{2}}{2m}}\nabla ^{2}}
{\displaystyle {\hat {p}}} là toán tử tự liên hợp trên không gian Hilbert với đại lượng quan sát là động lượng.
{\displaystyle \mathbf {\hat {p}} =-i\hbar \nabla \,\!}
{\displaystyle {\hat {T}}} là toán tử tự liên hợp trên không gian Hilbert với đại lượng quan sát là động năng.
Kết hợp 2 toán tử trên, ta có toán tử Hamilton được sử dụng trong phương trình Schrödinger
{\displaystyle {\begin{aligned}{\hat {H}}&={\hat {T}}+{\hat {V}}\\&={\frac {\mathbf {\hat {p}} \cdot \mathbf {\hat {p}} }{2m}}+V(\mathbf {r} ,t)\\&=-{\frac {\hbar ^{2}}{2m}}\nabla ^{2}+V(\mathbf {r} ,t)\end{aligned}}}

### Phương trình Schrödinger và toán tử Hamilton
Xem bài viết chính phương trình Schrödinger
Cho hàm sóng {\displaystyle \Psi (\mathbf {r} ,t)}.Ta có phương trình Schrödinger phụ thuộc vào thời gian của hàm sóng đó là
{\displaystyle i\hbar {\frac {\partial }{\partial t}}\Psi (\mathbf {r} ,\,t)={\hat {H}}\Psi (\mathbf {r} ,t)}.
Trong đó {\displaystyle {\hat {H}}} là toán tử Hamilton.
Giả sử {\displaystyle \Psi (\mathbf {r} ,t)} có thể viết dưới dạng tích hàm theo thời gian với hàm tọa độ;
{\displaystyle \Psi (\mathbf {r} ,t)} ={\displaystyle \Psi (\mathbf {r} )} {\displaystyle {f(t)}} 
Đạo hàm theo t.Ta có:
```

  

    

      

        

          

            
∂

            

              
∂

              
t

            

          

        

        
Ψ

        
(

        

          
r

        

        
,

        

        
t

        
)

      

    

    
{\displaystyle {\frac {\partial }{\partial t}}\Psi (\mathbf {r} ,\,t)}

  

=

  

    

      

        
Ψ

        
(

        

          
r

        

        
)

      

    

    
{\displaystyle \Psi (\mathbf {r} )}

  

  

    

      

        

          
d

          
f

          
(

          
t

          
)

          

            
/

          

        

      

    

    
{\displaystyle {df(t)/}}

  

 

  

    

      

        

          
d

          
t

        

      

    

    
{\displaystyle {dt}}

  

```

Và đạo hàm bậc 2 theo r.Ta có:
{\displaystyle {\frac {\partial }{\partial t}}\Psi ^{2}(\mathbf {r} ,\,t)} {\displaystyle /\partial r^{2}}={\displaystyle f(t)d^{2}\Psi (\mathbf {r} )/dr^{2}}
Thay vào phương trình Schrödinger Ta có
{\displaystyle i\hbar } {\displaystyle \Psi (\mathbf {r} )} {\displaystyle {df(t)/}}{\displaystyle {dt}}={\displaystyle {\hat {H}}}{\displaystyle \Psi (\mathbf {r} )} {\displaystyle {f(t)}}
Chia 2 vế cho {\displaystyle \Psi (\mathbf {r} )}. Ta được phương trinh vi phân.
{\displaystyle i\hbar }{\displaystyle {df(t)/}}{\displaystyle {dt}}={\displaystyle {\hat {H}}} {\displaystyle {f(t)}}
Giải phương trình vi phân này ta được {\displaystyle {f(t)}} ={\displaystyle e^{-iHt/\hbar }}
Vậy hàm sóng được viết dưới dạng
{\displaystyle \Psi (\mathbf {r} ,t)}={\displaystyle \Psi (\mathbf {r} )} {\displaystyle e^{-iHt/\hbar }}
Thay vào phương trình Schrödinger ban đầu, ta được phương trình Schrödinger không phụ thuộc vào thời gian
{\displaystyle -{\frac {\hbar ^{2}}{2m}}\nabla ^{2}+V(\mathbf {r} )}{\displaystyle \Psi (\mathbf {r} )}={\displaystyle E}{\displaystyle \Psi (\mathbf {r} )}
Khi giải phương trình này, ta tìm được hàm riêng và giá trị riêng của toán tử Hamilton.Khi tìm được giá trị riêng, ta có thể xác định các mức năng lượng và xem nó co bị gián đoạn hay không. Khi tìm được hàm riêng, ta có thể tính xác suất những nơi tìm thấy hạt.